# Bergmolen (Waten)
De Bergmolen of Molen van de Berg (Frans: Moulin de la Montagne) is een torenmolen, die dienstdeed als korenmolen in de gemeente  Waten in het Noorderdepartement van Frankrijk.
Merkwaardig is de natuurstenen molenromp, bestaande uit een achtkant benedenstuk en een rond bovenstuk dat voorzien is van speklagen.

## Geschiedenis
De molen is gelegen op de overblijfselen van de versterkingen. Hier stond vanouds een standerdmolen. In 1731 werd op deze plaats de huidige molen gebouwd. Daarbij werd gebruikgemaakt van witte natuursteen die afkomstig was van de Abdij van Waten. In 1930 werd het molenbedrijf beëindigd.
De molen werd met haar omgeving in 1933 geklasseerd als beschermd landschap. In 1977 volgde ook een klassering als monument historique.
In 1937 verloor de molen haar wieken tijdens een storm. De Duitse bezetter sloopte in 1940 het mechanisme uit de molen en nam de molen in gebruik als uitkijkpost.
In 1985 werd de molen aangekocht door de gemeente. Ze werd vervolgens gerestaureerd: Het metselwerk werd hersteld, in 1987 werd de kap geplaatst. In 1988 volgden de wieken, en in hetzelfde jaar werd de molen opnieuw ingewijd. Er was echter nog geen overbrenging en maalinrichting aanwezig. Daarin werd voorzien in 1993-1994, waarop de molen weer maalvaardig was.